# 小行星16879
小行星16879（16879 Campai）是一颗绕太阳运转的小行星，为主小行星带小行星。该小行星于1998年1月24日发现。

## 轨道参数
小行星16879的轨道半长轴为2.7586948 UA，离心率为0.023。